# Lampsilis cariosa
Lampsilis cariosa is een tweekleppigensoort uit de familie van de Unionidae. De wetenschappelijke naam van de soort werd in 1817 voor het eerst geldig gepubliceerd door Thomas Say.